# 圣马丁代索尔姆
圣马丹德索尔姆（法語：Saint-Martin-des-Olmes，法語發音：[sɛ̃ maʁtɛ̃ de.z‿ɔlm]）是法国多姆山省的一个市镇，位于该省东南部，属于昂贝尔区。

## 地理
圣马丹德索尔姆（45°31'49"N, 3°47'52"E）面积17.15 平方千米，位于法国奥弗涅-罗讷-阿尔卑斯大区多姆山省，该省份为法国中南部省份，北起阿列省接壤，东临卢瓦尔省，南至上盧瓦爾省和康塔爾省，西接科雷兹省和克勒兹省。
与圣马丹德索尔姆接壤的市镇（或旧市镇、城区）包括：昂贝尔、格朗里夫、利夫拉杜瓦地区马尔萨克、圣瑞斯特。
圣马丹德索尔姆的时区为UTC+01:00、UTC+02:00（夏令时）。

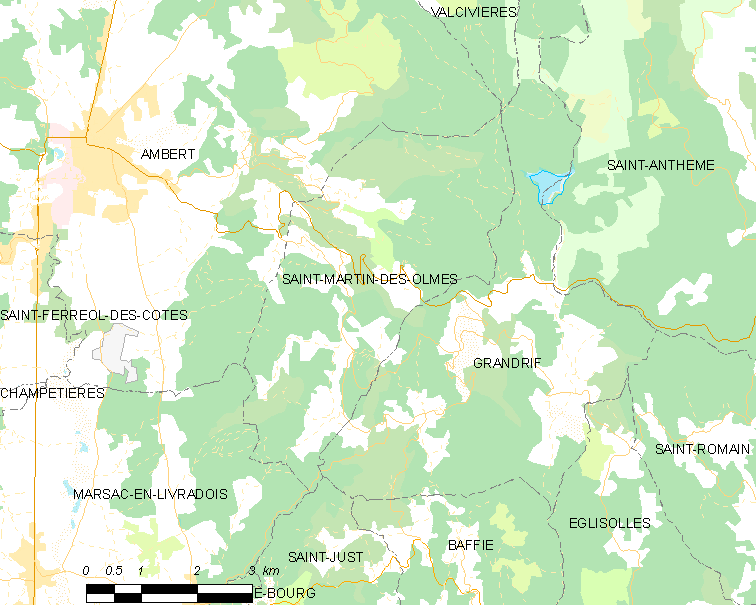
圣马丹德索尔姆的OSM定位图

## 行政
圣马丹德索尔姆的邮政编码为63600，INSEE市镇编码为63374。

## 政治
圣马丹德索尔姆所属的省级选区为昂贝尔县。

## 人口

1962-2008年间圣马丹德索尔姆人口变化图示

圣马丹德索尔姆于2022年1月1日时的人口数量为312人。